# 제주참여환경연대
제주참여환경연대는 ‘참여자치 실현’과 ‘환경보전’, 그리고 ‘제주도민의 삶의 질 향상’이라는 기본목적에 동의하는 시민들의 자발적인 참여에 의해서 움직이는 제주도의 시민단체이다. 1991년, 제주도개발특별법에 반대하면서 제주도의 많은 단체가 모여 결성한 ‘제주도개발특별법반대범도민회’가 지금의 제주참여환경연대의 모태이다.

## 조직
총회는 900여명의 회원으로 구성되어 있고, 홍영철 이학준 공동대표와 이사회, 정책자문단, 부설기관, 자문위원회, 사무처, 활동모임이 있다.

## 역사
- 1991년 9월 7일 ‘제주도개발특별법제정반대범도민회’로 창립
- 1992년 1월 특별법 날치기 통과에 따라 명칭을 ‘제주도개발특별법철폐및민주화실천범도민회’로 개칭
- 1993년 4월 ‘제주도 외지인 토지소유실태공개 추진본부’ 출범
- 1994년 2월 ‘도민정치실현제주범도민회’로 개칭
- 1997년 2월 ‘참여자치와 환경보전을 위한 제주범도민회’로 개칭
- 1997년 6월 ‘작은권리차기운동본부’ 출범
- 1997년 12월 제민일보사 ‘올해의 제주인’ 수상
- 1998년 4월 ‘제주시민단체협의회’ 결성
- 2000년 5월 한국시민운동상 ‘지역활동상’ 수상
- 2001년 7월 ‘제주참여환경연대’로 개칭
- 2003년 6월 EBS환경대상 ‘환경운동부문 대상’ 수상
- 2004년 6월 한라일보사 ‘한라환경대상’ 수상
- 2006년 6월 교보생명환경문화상 ‘환경교육부문 대상’ 수상
- 2008년 11월 세계인권선언60주년기념 인권교육세미나 공동주최
- 2010년 3월 제주사회포럼 2010 개최
- 2011년 4월 교육문화카페 ‘자람’ 개소
- 2012년 9월 ‘2012 희망콘서트’ 개최

## 활동

#### 참여자치
참여민주주의를 실현하고 지역사회 개혁을 위한 감시와 대안제시의 활동.
- 투명하고 민주적인 정책결정과정을 위한 권력감시활동.
- 주민의 세금으로 이루어진 예산의 합리적 사용을 위한 예산감시활동.
- 지방의회 의정활동에 대한 감시 및 협력활동.
- 제주도의 미래와 관련된 주용 정책에 대한 감시 및 대안제시활동.

#### 환경보전
자연환경을 보전하고 지속가능한 제주 만들기.
- 난개발이 우려되는 각종 개발정책에 대한 감시활동.
- 제주 자연환경에 대한 조사 및 모니터링.
- 지속가능한 제주를 위한 제도개선활동.
- 생태문화관광 등 대안관광의 발전을 위한 연대 및 협력활동.

#### 삶의 질 향상
제주도민의 삶의 질 향상, 그리고 소통과 연대를 통한 평화의 섬 만들기.
- 자활후견기관 운영을 통한 실업 및 정책대안 제시 활동
- 사회복지 관련정책 감시 및 정책대안 제시 활동
- 사회보장제도 확충을 위한 연대활동
- 불합리한 관행과 제도를 개선하는 대안활동

#### 건강한 시민사회를 위한 연대
- 「시민사회단체연대회의」,「참여자치지역운동연대」참여.
- 「한국환경사회단체회의」,「국립공원제도개선시민위원회」참여.
- 「제주군사기지저지와 평화의섬실현을위한범도민대책위원회」,「의료민영화및국내영리병원저지제주대책위원회」참여.
- 「제주반부패네트워크」참여.